# Закупненська селищна рада
Заку́пненська се́лищна ра́да — адміністративно-територіальна одиниця та орган місцевого самоврядування в Чемеровецькому районі Хмельницької області. Адміністративний центр — селище міського типу Закупне.

## Загальні відомості
- Територія ради: 2,741 км²
- Населення ради: 1 372 особи (станом на 1 січня 2015 року)

## Населені пункти
Селищній раді підпорядковані населені пункти:
- смт Закупне

## Склад ради
Рада складається з 16 депутатів та голови.
- Голова ради: Боб Валентин Сергійович
- Секретар ради: Сікора Лариса Михайлівна

### Керівний склад попередніх скликань
| Прізвище, ім'я, по батькові | Основні відомості                                                | Дата обрання | Дата звільнення |
| --------------------------- | ---------------------------------------------------------------- | ------------ | --------------- |
| Коновал Борис Анатолійович  | Селищний голова, 1961 року народження, освіта вища, безпартійний | 26.03.2006   | 31.10.2010      |
| Коновал Борис Анатолійович  | Селищний голова, 1961 року народження, освіта вища, безпартійний | 31.10.2010   | 11.04.2014      |
| Боб Валентин Сергійович     | Селищний голова, 1967 року народження, освіта вища, безпартійний | 02.12.2014   |                 |

Примітка: таблиця складена за даними сайту Верховної Ради України

### Депутати
За результатами місцевих виборів 2010 року депутатами ради стали:

#### За суб'єктами висування
| Суб'єкт висування | Кількість обраних депутатів | %    |
| ----------------- | --------------------------- | ---- |
| Самовисування     | 15                          | 93,8 |
| Народна партія    | 1                           | 6,3  |

#### За округами
| № округу       | Прізвище, ім'я, по батькові    | Дата визнання обраним | Освіта             | Партійна приналежність | Відомості про обраного депутата                                                |
| -------------- | ------------------------------ | --------------------- | ------------------ | ---------------------- | ------------------------------------------------------------------------------ |
| Народна Партія |                                |                       |                    |                        |                                                                                |
| 15             | Лукасевич Світлана Вікторівна  | 02.11.2010            | вища               | позапартійна           | Закупненська селищна рада, бухгалтер                                           |
| Самовисування  |                                |                       |                    |                        |                                                                                |
| 1              | Марцюга Жанна Василівна        | 02.11.2010            | вища               | позапартійна           | Кутковецька загальноосвітня школа, організатор                                 |
| 2              | Варениця Віктор Володимирович  | 02.11.2010            | середня спеціальна | позапартійний          | автозаправна станція, оператор                                                 |
| 3              | Пересада Микола Володимирович  | 02.11.2010            | середня            | позапартійний          | Закупненський кар'єр, екскаваторник                                            |
| 4              | Гончар Наталія Володимирівна   | 02.11.2010            | вища               | позапартійна           | Вільховецька загальноосвітня школа, вчитель                                    |
| 5              | Світовий Віктор Миколайович    | 02.11.2010            | середня            | позапартійний          | Закупненський кар'єр, водій                                                    |
| 6              | Дембіцький Микола Тадеушович   | 02.11.2010            | середня            | позапартійний          | ВАТ «Закупнянське хлібоприймальне підприємство», охоронець                     |
| 7              | Коновал Володимир Анатолійович | 02.11.2010            | вища               | позапартійний          | Закупненський кар'єр, начальник дільниці                                       |
| 8              | Сікора Лариса Михайлівна       | 02.11.2010            | вища               | позапартійна           | Закупненська селищна рада, секретар                                            |
| 9              | Довгань Галина Григорівна      | 02.11.2010            | вища               | позапартійна           | Закупненська загальноосвітня школа, вчитель                                    |
| 10             | Пігун Андрій Георгійович       | 02.11.2010            | вища               | позапартійний          | Закупненський кар'єр, начальник дільниці                                       |
| 11             | Козлов Володимир Володимирович | 02.11.2010            | вища               | позапартійний          | Залізнична станція, складач вагонів                                            |
| 12             | Коновал Володимир Вікторович   | 02.11.2010            | середня            | позапартійний          | Залізнична станція, складач вагонів                                            |
| 13             | Радзимірський Микола Євгенович | 02.11.2010            | середня            | позапартійний          | ВАТ «Закупнянське хлібоприймальне підприємство», робітник                      |
| 14             | Королько Ніна Іванівна         | 02.11.2010            | вища               | позапартійна           | ТОВ «Каменяр», бухгалтер                                                       |
| 16             | Кравцов Віталій Володимирович  | 05.11.2010            | вища               | позапартійний          | Закупненське виробниче управління житлово-комунального господарства, начальник |